# 八大山人

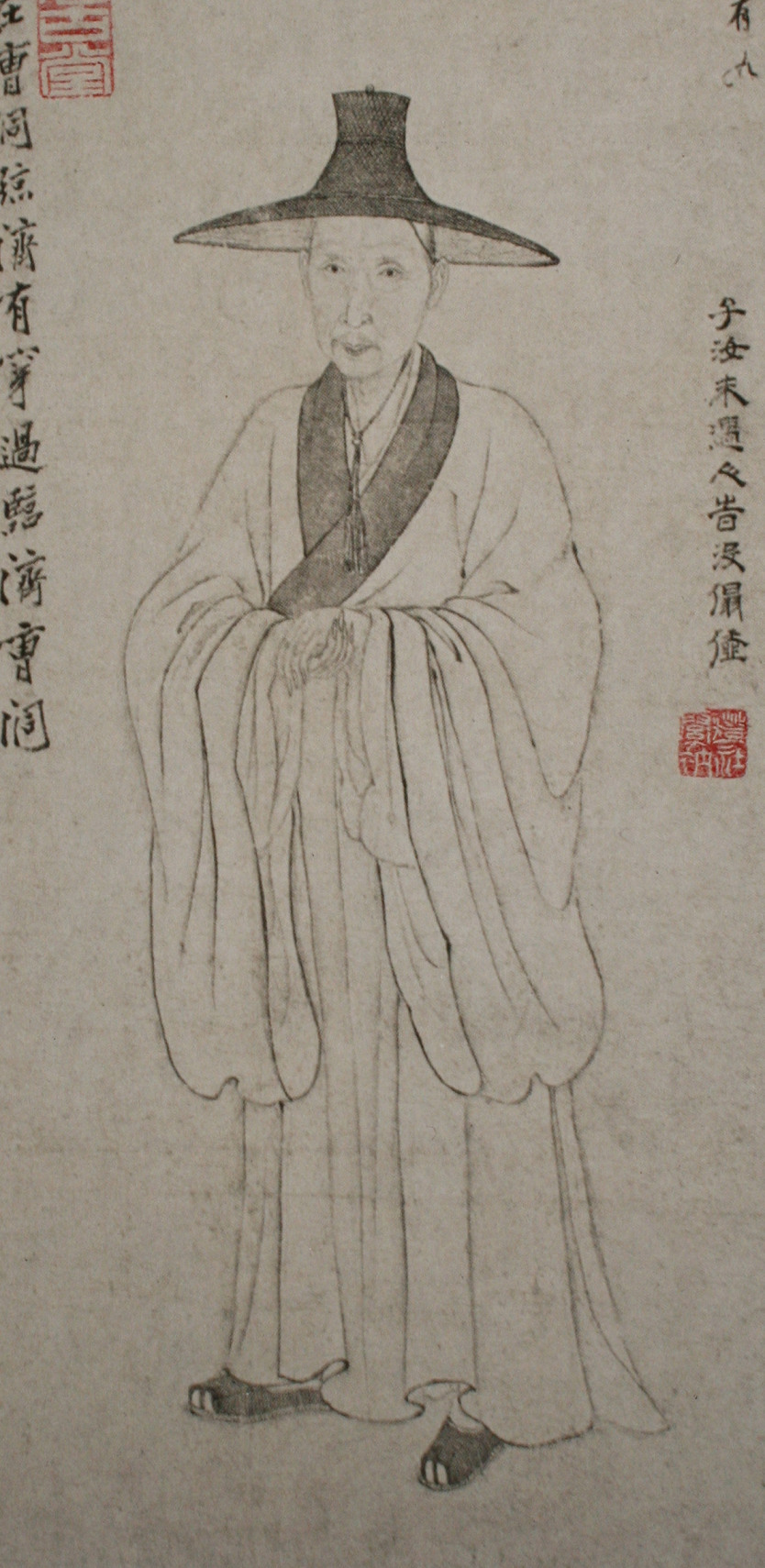
八大山人

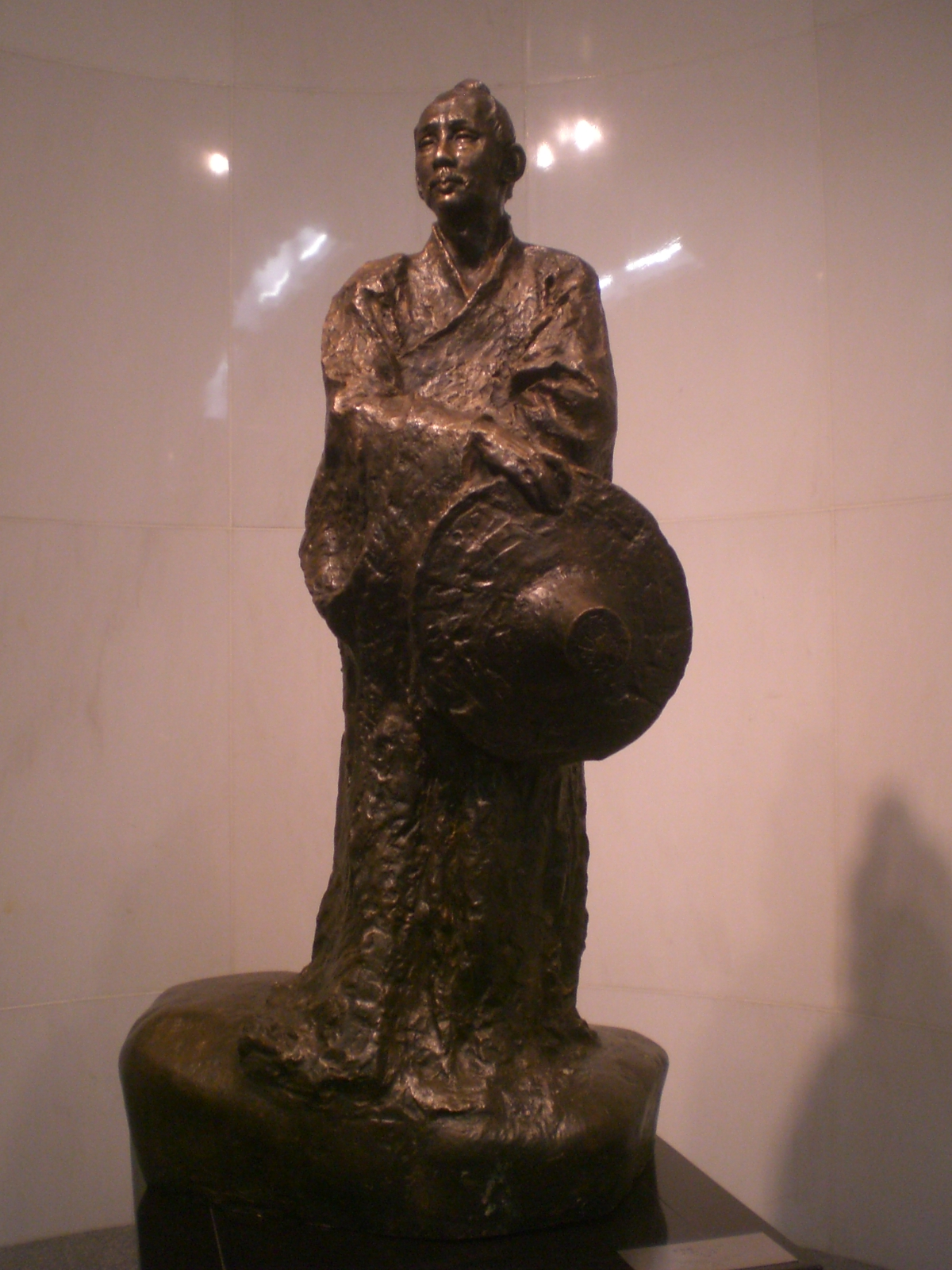
八大山人

八大山人（はちだいさんじん、Bādàshānrén、1626年? - 1705年?）は、明代末期から清代初期の画家・書家・詩人。本名は朱統𨨗(林の下に金)（しゅ とうかん）、幼名または通称は朱耷（しゅ とう、耷は明代に驢馬の意味で使われた）。僧号は傳綮。字は刃庵。号は雪个・个山・人屋。款には「驢」「八大山人」なども使っている。石濤（朱若極）は遠縁の親族に当たる。

## 生涯
江西省南昌府に在した明朝の宗室で、洪武帝の十七男の寧王朱権の9世の孫で、石城王の一族出身。朱謀𪅀の子で、朱謀垔の甥。少年の頃から詩文を詠むなど秀才であった。官吏を目指し、科挙試験を受けるため民籍に降り、初等段階を経て応試の資格を得る。1644年に明朝そのものが瓦解したため、その夢は断たれた。
清軍の侵攻を避けて進賢県に逃げ、1648年に出家。その地の禅寺である耕香庵に入った。一説には、清朝が庶民に強制した辮髪を避けるためとも言われている。そこで仏道修行に励み、数年後には宗師となった。仏門に入ってから20年後、百人近い弟子を持ち、寺の外にも評判が聞こえていた。当時制作した絵画として『傳綮写生冊』がある。友人の臨川県令の胡亦堂のもとに滞在していたとき、官舎に軟禁状態になったらしい。これには異説もある、前年の三藩の乱の不安定な世相を背景にした事件だとも推定される。臨川滞在中に、僧服を焼き捨てて南昌へ奔走し、還俗した。その後、妻を娶ったことから、清の俗である辮髪にしたものと考えられている。世間との交流を避け、数少ない飲み友達と酒を飲み、絵を描く生活を南昌で送った。画でも高い評判を得、職業画家として生涯を終えた。石濤から八大山人への手紙も記録されている。雍正13年（1735年）ごろの画論書『国朝画徴録』では、巻頭に挙げられている。

## 画風
水墨花鳥画の形式を基本とし、花卉や山水・鳥や魚などを多く題材としつつ、伝統に固執しない大胆な描写を得意とした。だが、八大山人の筆を評するに、その描く鳥の足を一本のみで表したり、魚などの目を白眼で示すなど時に奇異とも取れる表現を用いている点を避けることは出来ない。白眼は、阮籍の故事に倣い中国では「拒絶」を表現するものとされる。そこから汲み取れるように、その作画の中には自らの出目であり滅び去った明朝への嘆きと、その眼に侵略者と映る清朝への、屈してしまったからこそ心中でより激しく沸き立つ反抗が暗に表現されているという解釈もある。

## 「八大山人」とは
晩年に近くなってからの号「八大山人」には、その由来について諸説がある。
僧でもあった経歴から仏教用語に由来を求める説がある。「六大」というあまねくものを網羅する意を更に拡げ「八大」としたとの内容だが、発狂して棄教した山人が名乗るには似つかわしくないとの反論もある。
一方、「八」「大」「山」「人」の四文字を潰し気味にサインした図柄が、一瞥して八大の二文字で「哭」や「笑」、4文字あわせて「哭之（これをこくす）」とも見えることから、清朝のものとなった世への厭世感に苛まれ、むしろこれらの字を崩して名としたとの説もある。

## 作品
- 1660年 『傳綮写生冊』 台北市国立故宮博物院蔵
- 1666年 『墨花図巻』 北京市故宮博物院蔵
- 1681年ごろ 『花卉図冊』 プリンストン大学美術館蔵
- 1694年 『山水花鳥図巻』 京都市泉屋博古館蔵
- 1694年 『安晩帖』 京都市泉屋博古館蔵（重要文化財）
- 1694年 『花鳥山水図冊』 上海市上海博物館蔵
- 1696年 『猫石花卉図巻』 北京市故宮博物院蔵
- 1697年 『河上花図』 天津市芸術博物館蔵
- 1699年 『蔬果図巻』 北京市故宮博物院蔵
- 1702年 『山水図冊』 北京市故宮博物院蔵
- 無年号 『叭々鳥図』双幅 ネルソン・アトキンス美術館（カンザスシティ）蔵

## ギャラリー

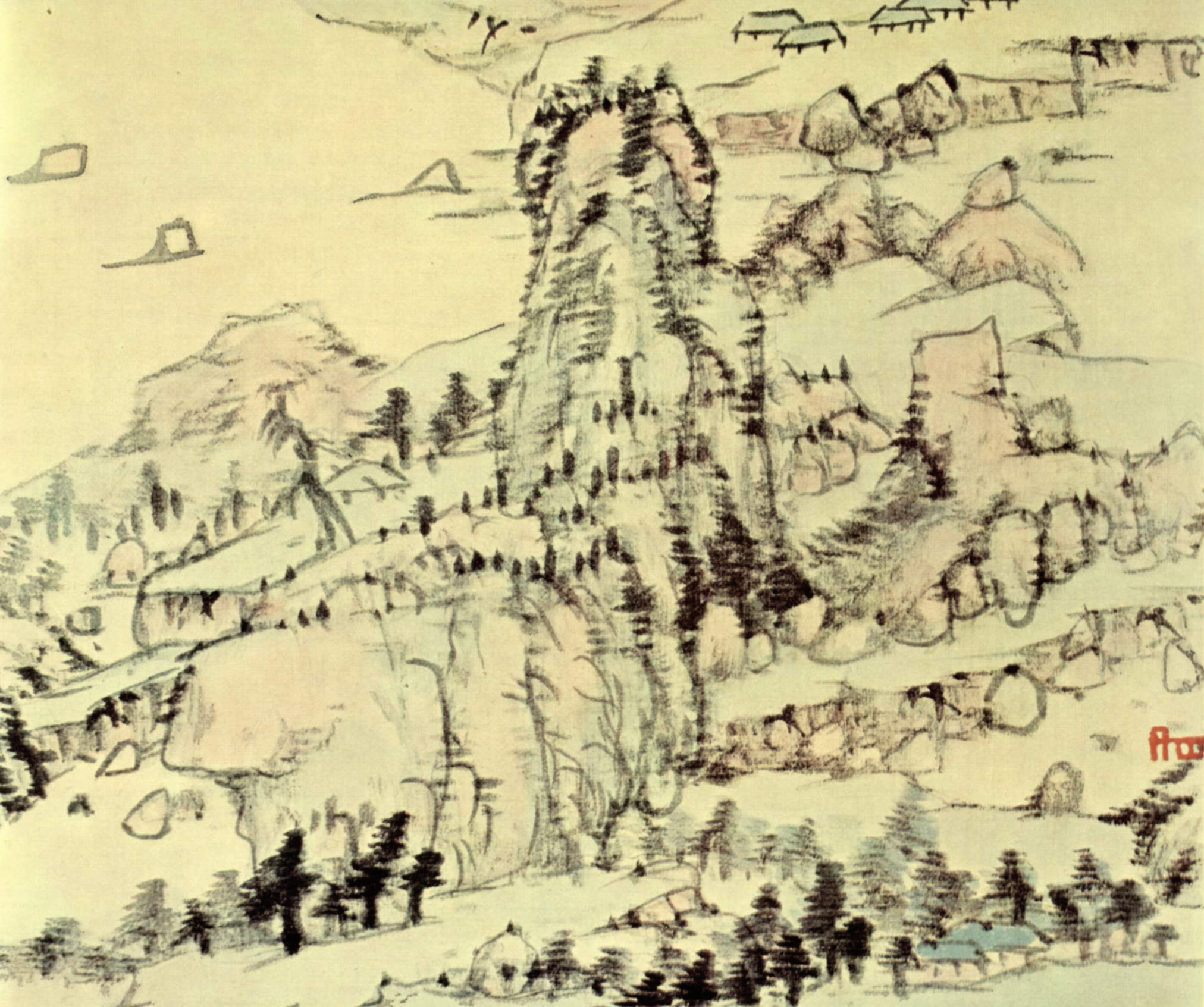
ホノルル美術館
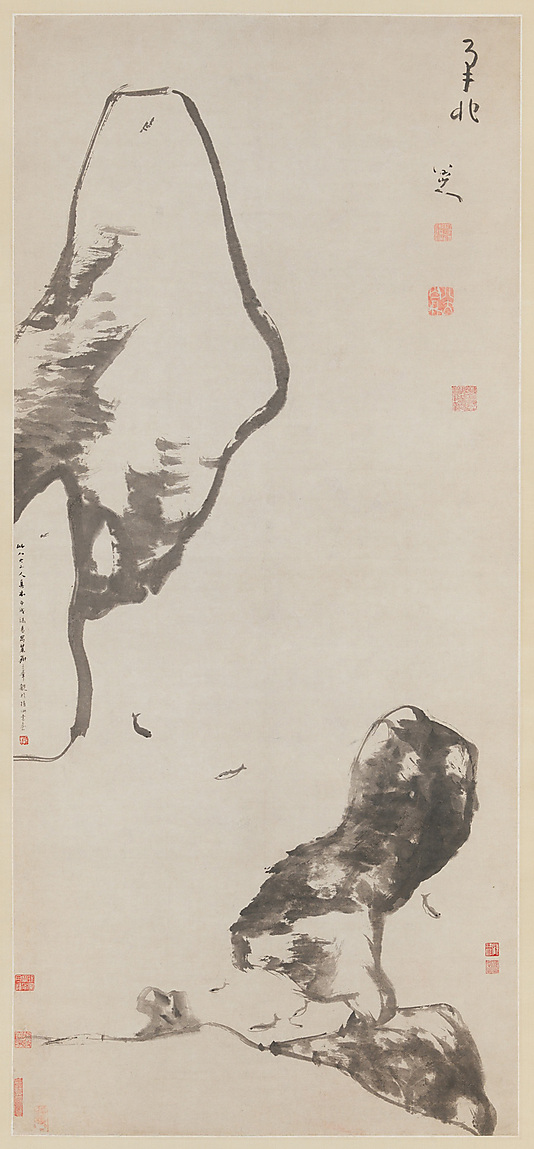
Metropolitan Museum, New York
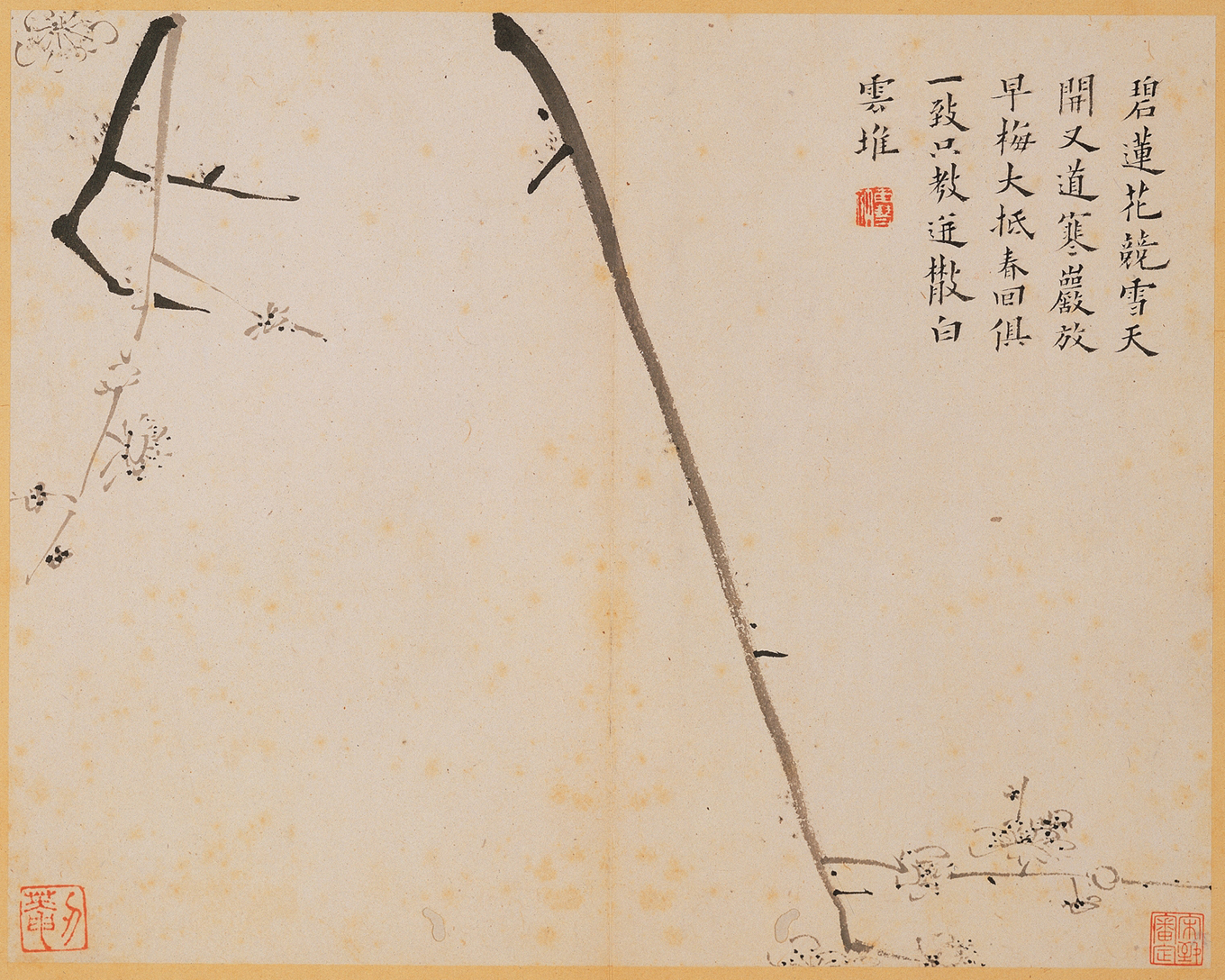
傳綮写生冊、国立故宮博物院、台北
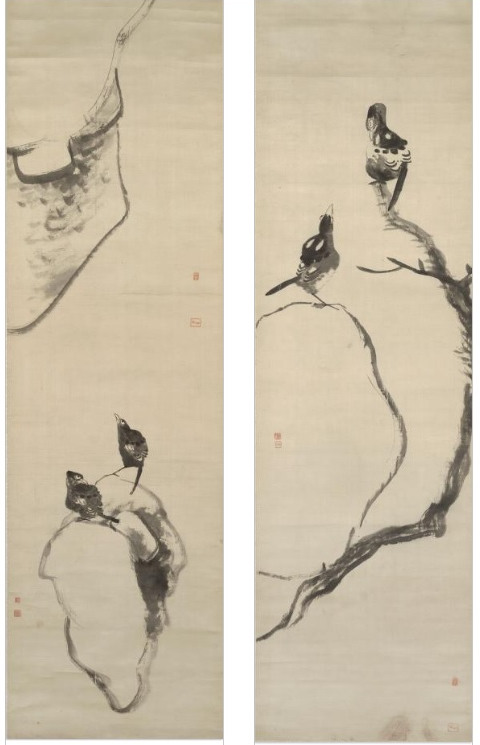
ネルソン・アトキンス美術館, USA
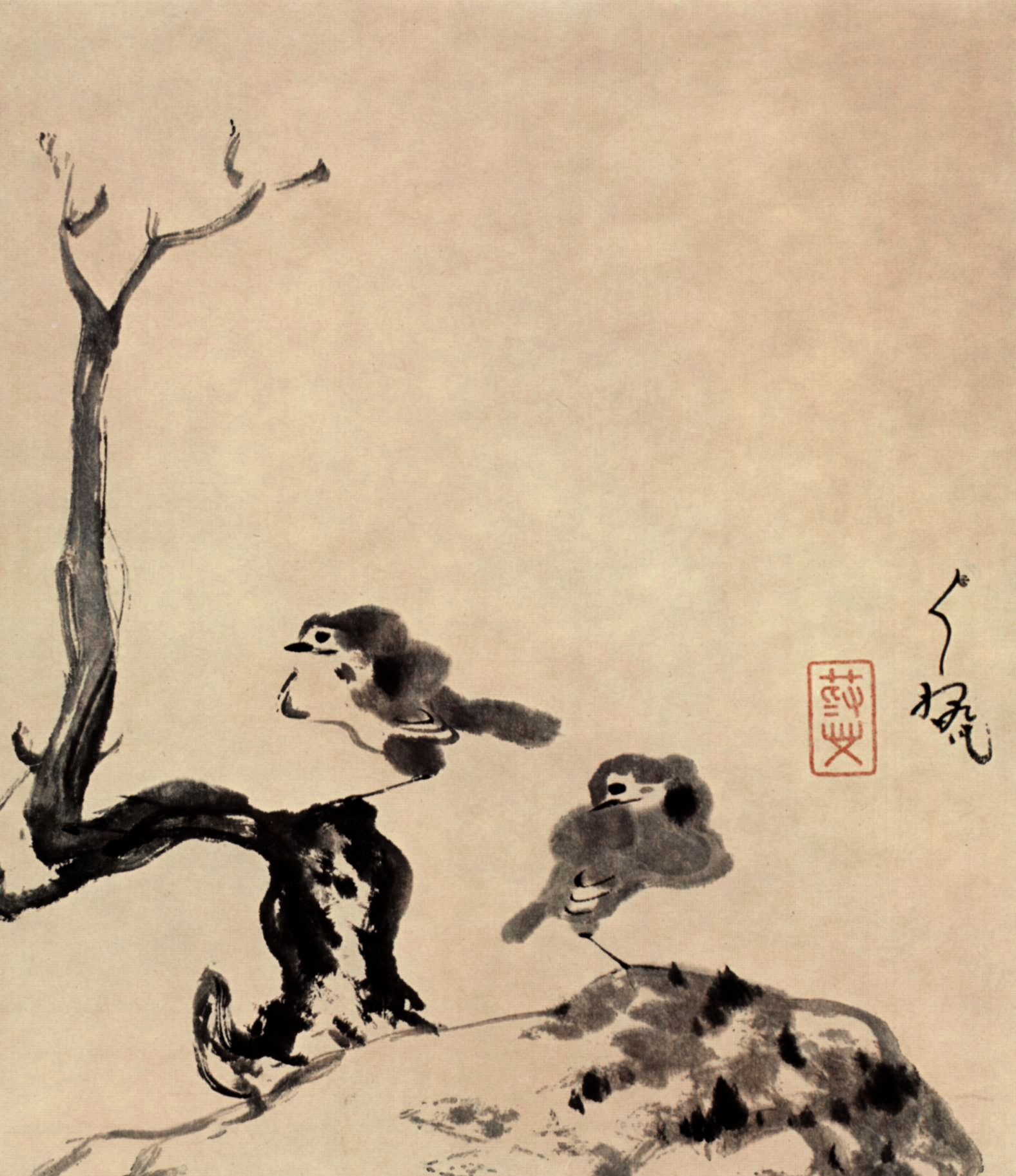
安晩帖、泉屋博古館、京都
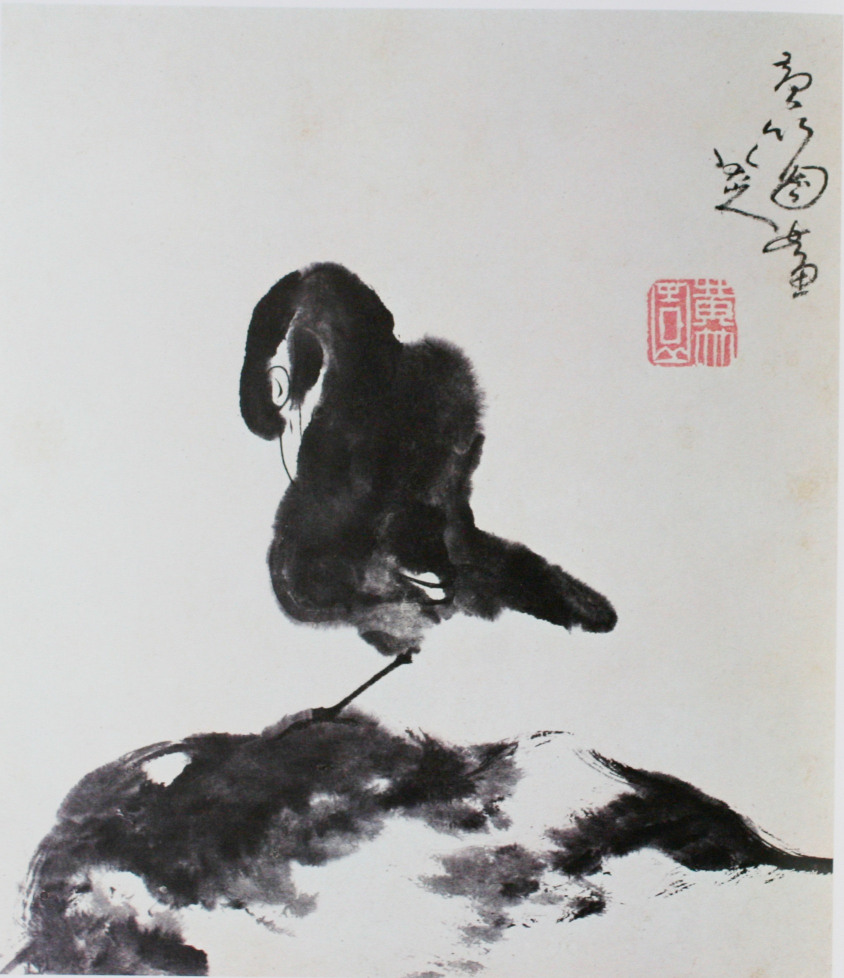
安晩帖